# Svenska Akademiens nordiska pris

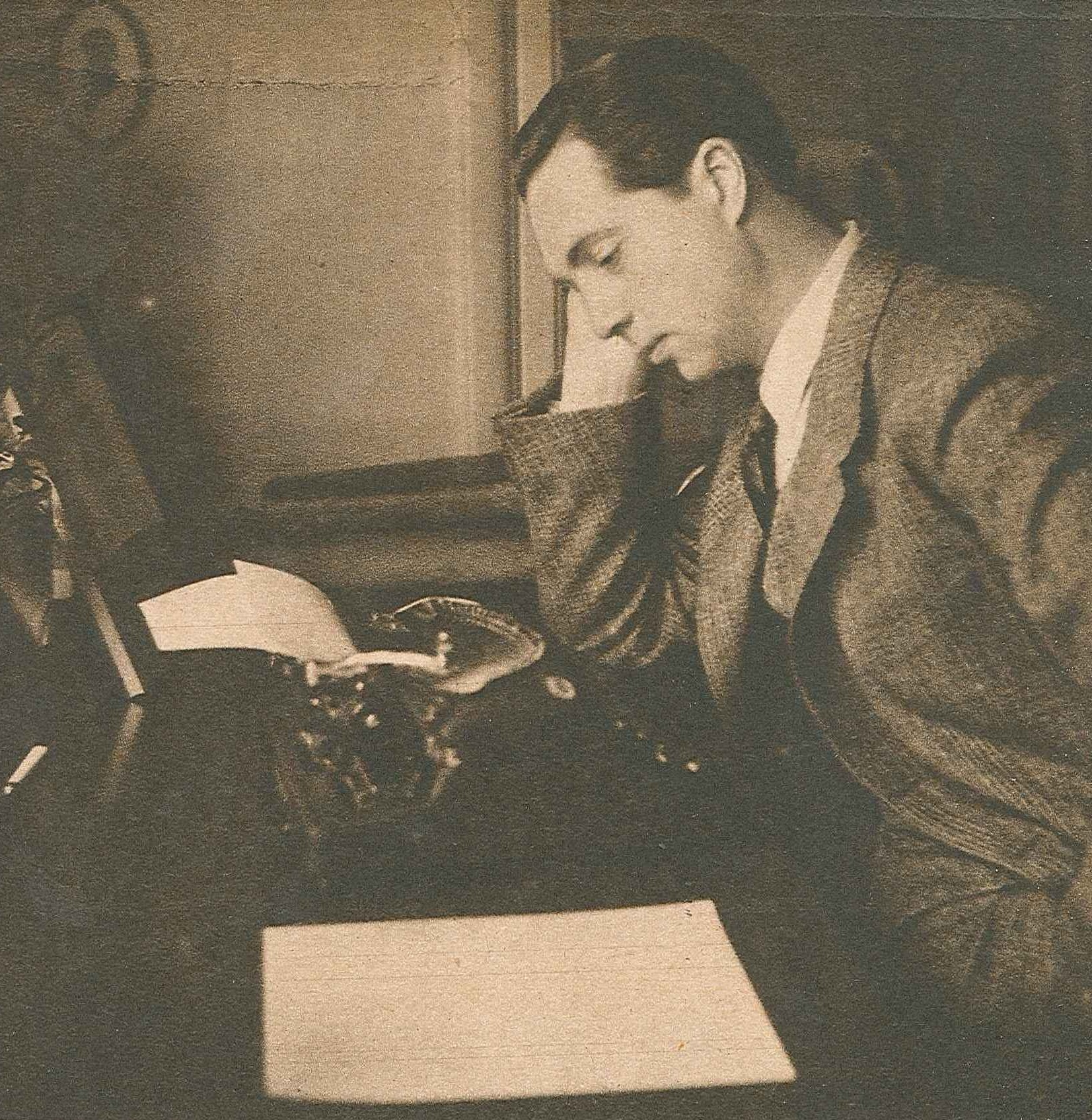
Furono il regista Karl Ragnar Gierow e sua moglie Karen a istituire il premio, concedendo all'Accademia Svedese i fondi necessari.

Lo Svenska Akademiens nordiska pris è un premio letterario assegnato dall'Accademia Svedese. A differenza del Premio Nobel, il Nordiska pris è assegnato esclusivamente ad autori scandinavi: per questo è noto come "Piccolo Nobel". Furono il regista Karl Ragnar Gierow e sua moglie Karen a istituirlo, concedendo all'Accademia i fondi necessari. Assegnato sin dal 1986, il premio consiste in 350.000 corone svedesi.

## Vincitori per Paese

### Notabili per Paese

#### Danimarca
Il primo vincitore in assoluto è stato il danese Villy Sørensen (1986).
Inger Christensen è stata la prima donna in assoluto a ricevere tale riconoscimento (1994).
L'ultimo vincitore è stato il poeta Søren Ulrik Thomsen nel 2025.

#### Finlandia
Lars Huldén, vincitore nel 2000, sebbene finlandese è di lingua svedese (così come Monika Fagerholm, vincitrice nel 2016).
Sofi Oksanen, vincitrice nel 2013, è una delle poche donne ad aver vinto il premio.

#### Islanda
Thor Vilhjálmsson, già vincitore del Nordisk råds litteraturpris, è stato il primo scrittore islandese a vincere il premio dell'Accademia Svedese (1992).
L'ultimo vincitore è stato Sjón nel 2023.

#### Isole Fær Øer
William Heinesen è finora (2016) l'unico autore delle Isole Fær Øer ad aver vinto il premio (1987). Non solo: è stato anche il primo autore premiato, oltre che per la prosa, anche per la poesia. Infine, è stato cronologicamente il primo di quelli che avevano già vinto l'altrettanto prestigioso Nordisk råds litteraturpris - altro premio che nasce con il medesimo intento, cioè premiare le eccellenze scandinave - e il britannico Premio Sonning.

#### Norvegia

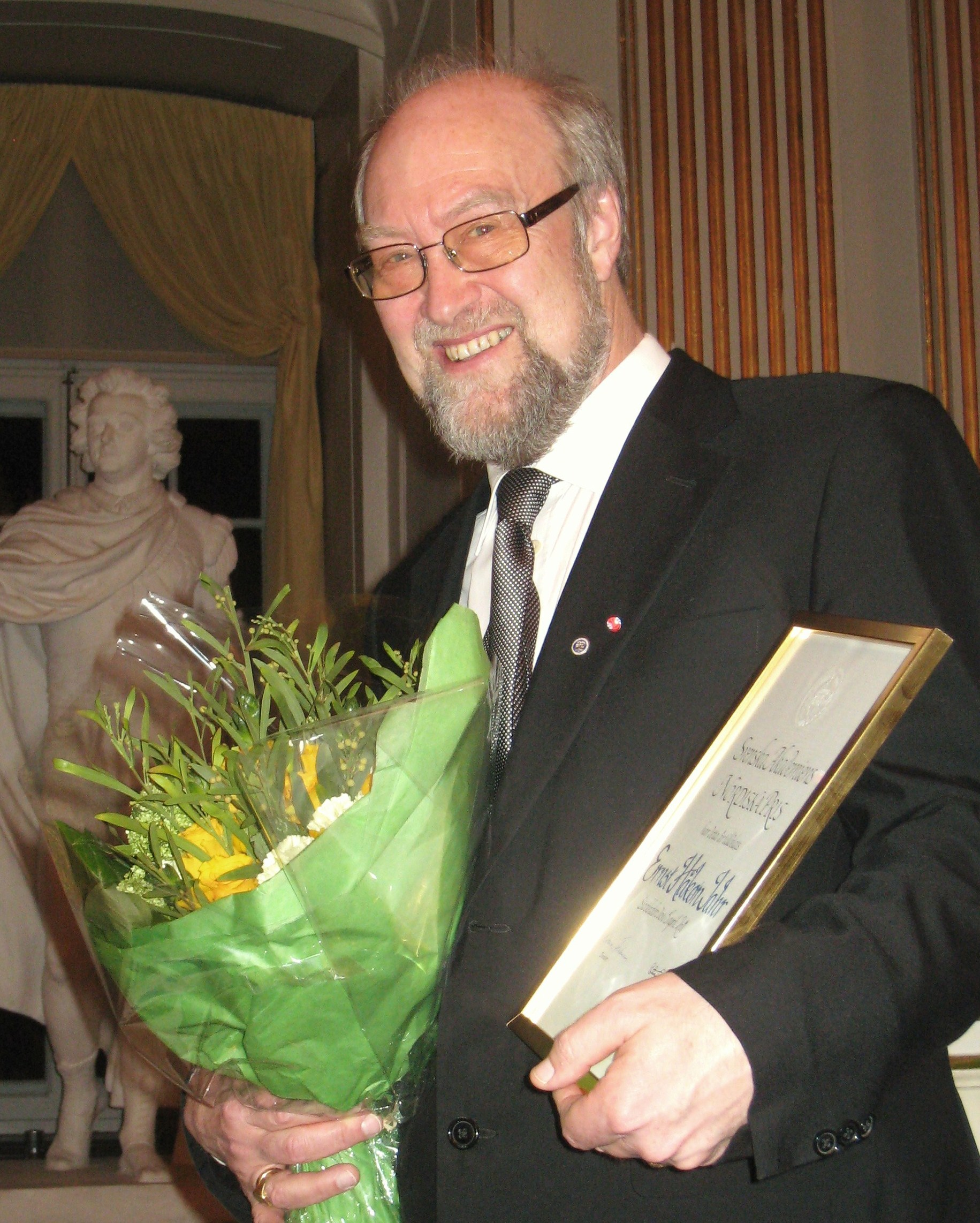
Il norvegese Ernst Håkon Jahr dopo aver ricevuto il premio.

Il primo autore norvegese premiato è stato il poeta ottantenne Rolf Jacobsen (1989).
Il filosofo Arne Næss, vincitore nel 1996, è stato il primo a vincere per meriti extra-letterari, ovvero per meriti filosofici e filantropici: è stato infatti fondamentale nello sviluppo della coscienza ecologica.
L'ultima vincitrice è stata la poetessa e saggista Eldrid Lunden nel 2021.

#### Svezia
Il poeta Tomas Tranströmer è stato il primo svedese a vincere il Nordiska pris - nel 1991, ben cinque anni dopo l'istituzione del premio - ed è anche stato il primo - e finora (2013) unico - ad aver poi vinto anche il "Grande Nobel".
Lo scrittore Willy Kyrklund (vincitore nel 2001), sebbene di lingua svedese, è nato e cresciuto in Finlandia.
Sven-Eric Liedman, vincitore nel 2008, ha scritto perlopiù saggi filosofici: ha dunque vinto per meriti filosofici e non letterari.
Lo scrittore Per Olov Enquist, vincitore del premio nel 2010, è stato il più premiato in assoluto: può infatti vantare premi e riconoscimenti conferitigli da tutta Europa. Si è dunque trattato di un tardivo riconoscimento.
L'ultima vincitrice è stata la poetessa e scrittrice Ingela Strandberg nel 2024.

### Statistiche
Aggiornate al 2025
| Paese         | Numero di vincitori |
| ------------- | ------------------- |
| Svezia        | 10                  |
| Norvegia      | 8                   |
| Danimarca     | 8                   |
| Finlandia     | 6                   |
| Islanda       | 4                   |
| Isole Fær Øer | 1                   |

Tuttavia, gli autori possono scrivere in una lingua diversa dalla nazionale (ad esempio Lars Huldén, vincitore nel 2000, sebbene finlandese è di lingua svedese)